# Alain Zaloum
Alain Zaloum (* 1961 in Ägypten) ist ein ägyptischer Regisseur und Drehbuchautor.

## Leben und Leistungen
Zaloum wurde im Jahr 1961 in Ägypten geboren. In Los Angeles studierte er Film an der University of Southern California. Er führt Regie im Film und Fernsehen und schreibt Drehbücher, zum Beispiel für den Thriller Mörderischer Verdacht (1997) mit Patrick Bergin, den Independentfilm Taxman (1999) ebenfalls mit Patrick Bergin und der Verwechslungskomödie C’est pas moi… c’est l’autre! (2004) mit Roy Dupuis, darin werden Zwillingsbrüder von Mafiosi, dargestellt von Anémone und Michel Muller, verfolgt.

## Filmografie

### Regisseur
- 1990: Madonna: A Case of Blood Ambition
- 1991: With Friends Like These… (Segment The Classic)
- 1992: Ein Canvas – fast perfekter Deal (Canvas)
- 1992: Night Caller – Der heiße Draht (South Beach)
- 1997: Mörderischer Verdacht (Suspicious Minds)
- 1999: Taxman
- 2002–2003: Dogs with Jobs (3 Folgen)
- 2004: C’est pas moi… c’est l’autre!

### Drehbuchautor
- 1992: Ein Canvas – fast perfekter Deal (Canvas)
- 1997: Mörderischer Verdacht (Suspicious Minds)
- 1999: Taxman

### Filmproduzent
- 1997: Mörderischer Verdacht (Suspicious Minds)

### Filmeditor
- 1990: Madonna: A Case of Blood Ambition